# Apas Dschumagulow

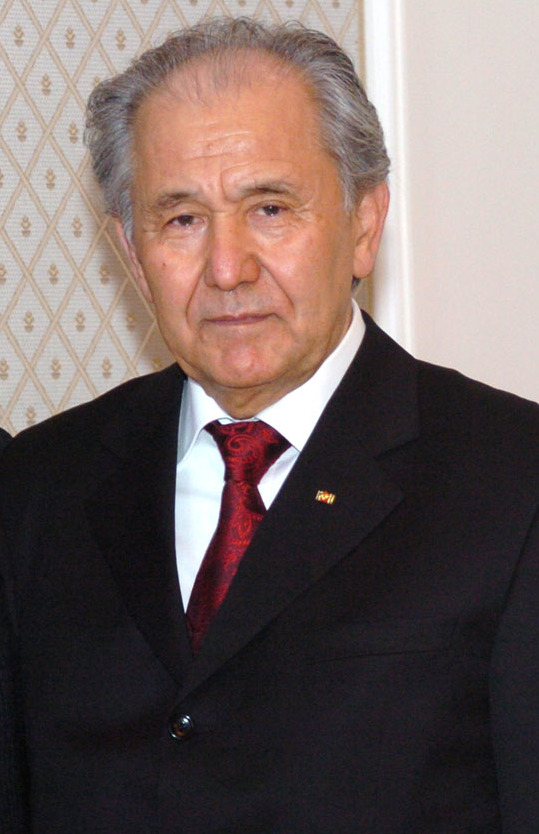
Apas Dschumagulow (2006)

Apas Dschumagulowitsch Dschumagulow (kirgisisch Апас Жумагулович Жумагулов; * 19. September 1934 in Araschan) ist ein parteiloser kirgisischer Politiker und Diplomat. Vom 14. Dezember 1993 bis zum 24. März 1998 war er Premierminister seines Landes.

## Leben
Er war von 1986 bis 1991 letzter Vorsitzender des Ministerrates der Kirgisischen SSR. Nachdem sein Vorgänger Tursunbek Tschyngyschew ein Misstrauensvotum aufgrund der sogenannten Gold-Affäre verloren hatte, wurde ein neuer Premierminister gesucht. Die Wahl fiel schließlich auf den als erfahren eingeschätzten Apas Dschumagulow. Am 14. Dezember 1993 wurde er zum Premierminister ernannt. Am 24. März 1998 trat er als Premierminister zurück. Danach war er unter anderem kirgisischer Botschafter in Deutschland und Russland.